# Kim (canção)
Kim é uma canção do rapper Eminem, gravada em 1999 e lançada em 23 de maio de 2000 e que está presente no álbum The Marshall Mathers LP. Ela reflete as divergências no relacionamento entre Eminem e a sua ex-esposa Kim Mathers.Muito mais do que refletir as divergências é uma música que mostra todos os sentimentos de Eminem em relação a Kim, os quais ora são de amor, ora são de extremo ódio. A música é bastante pesada, pois de uma maneira auditiva, incorpora ao ouvinte um história visual que vai se construindo ao longo da narração feita por Eminem. Ambos inicialmente estão discutindo dentro de casa, e então Eminem chama Kim para dar "uma volta" no carro, com Eminem dirigindo e Kim no banco do passageiro. A medida que a canção se desenvolve, Eminem grita constantemente com Kim, dizendo que vai matá-la. De maneira perceptível, chega um momento em que ambos param o carro e descem. Provavelmente, para facilitar o crime, Eminem a levou para um lugar distante dos grandes centros nas proximidades de uma floresta ou bosque. Ao pararem, Kim desce do carro e sai correndo e então Eminem diz que as coisas só estão sendo dificultadas por ela, e então corre atrás da mulher, agarrando-a. É possível notar na música sons de uma faca cortando algo, ou seja, a sonoplastia mostra que ao pegar Kim, Eminem decide matá-la, e coloca pra fora toda sua emoção de ódio.